# Kirchenstraße (Schwerin)

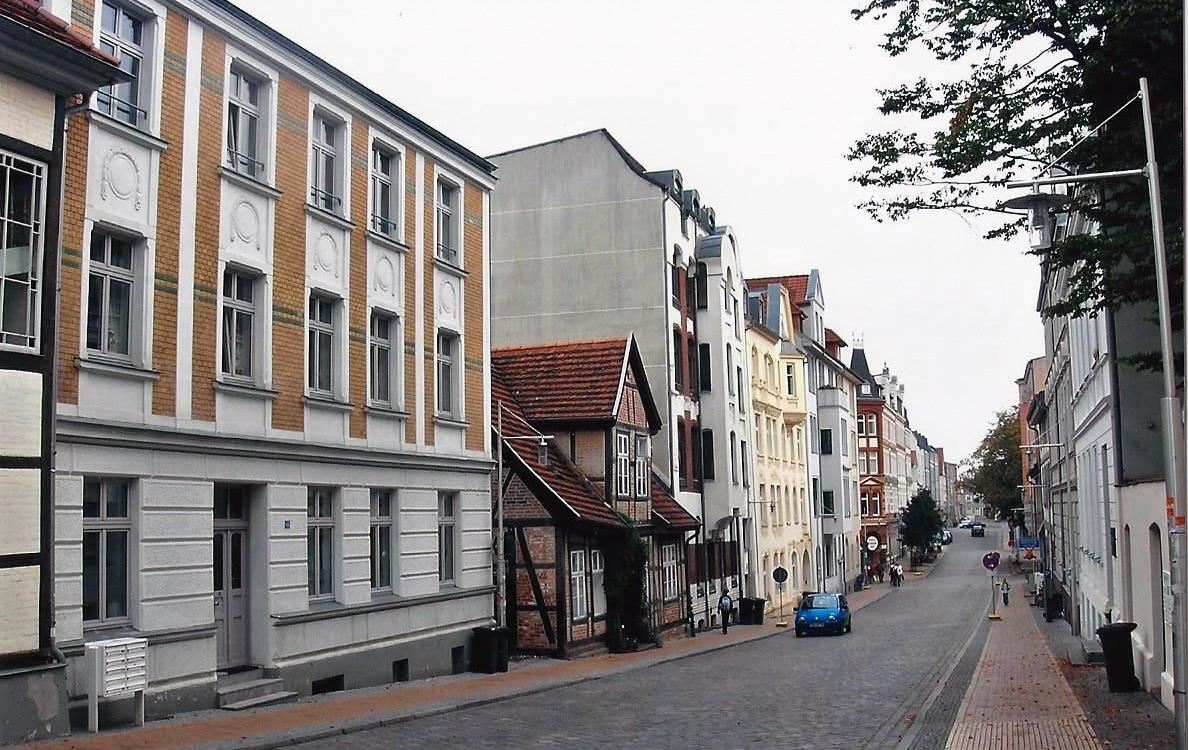
Ostblick ab Nr. 4

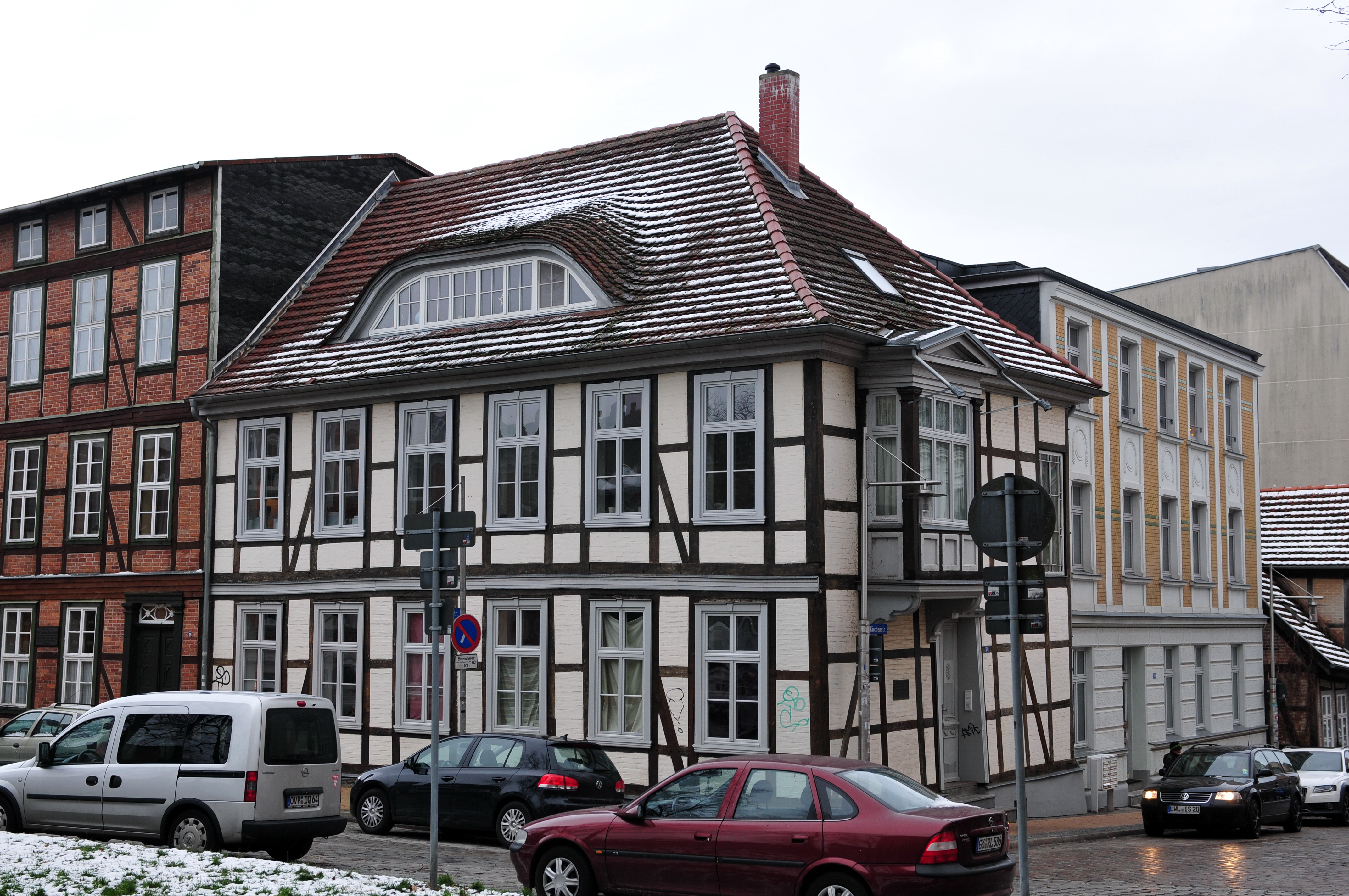
Nr. 2+4

Die historische Kirchenstraße befindet sich in Schwerin, Stadtteil Schelfstadt. Die Straße führt in West-Ost-Richtung von der Lindenstraße und der Schelfkirche bis zur Bergstraße, zum Ziegenmarkt, zur Amtstraße und zur Münzstraße.

## Nebenstraßen
Die Nebenstraße und Anschlussstraßen wurden benannt als Lindenstraße nach dem Baum, Bergstraße nach der leicht steigenden Wegeführung, Amtstraße nach dem Rathaus (= Amt) der Schelfstadt, Ziegenmarkt (früher Fischmarkt) und Münzstraße ab 1778 nach der früheren Münzpräge in Schwerin vom 18. und 19. Jahrhundert.

## Geschichte

### Name
Die Straße wurde seit dem 18. Jahrhundert als Kirchenstraße benannt, nachdem seit 1713 die barocke Schelfkirche hier stand. Sie hieß zuvor um 1747 Krumme Lank (vielleicht vom keltischen Lanc für Wasser).

### Entwicklung

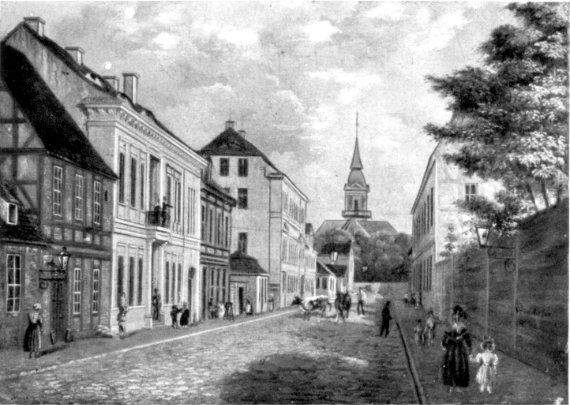
1839: Blick von der Amtsstraße zur Schelfkirche

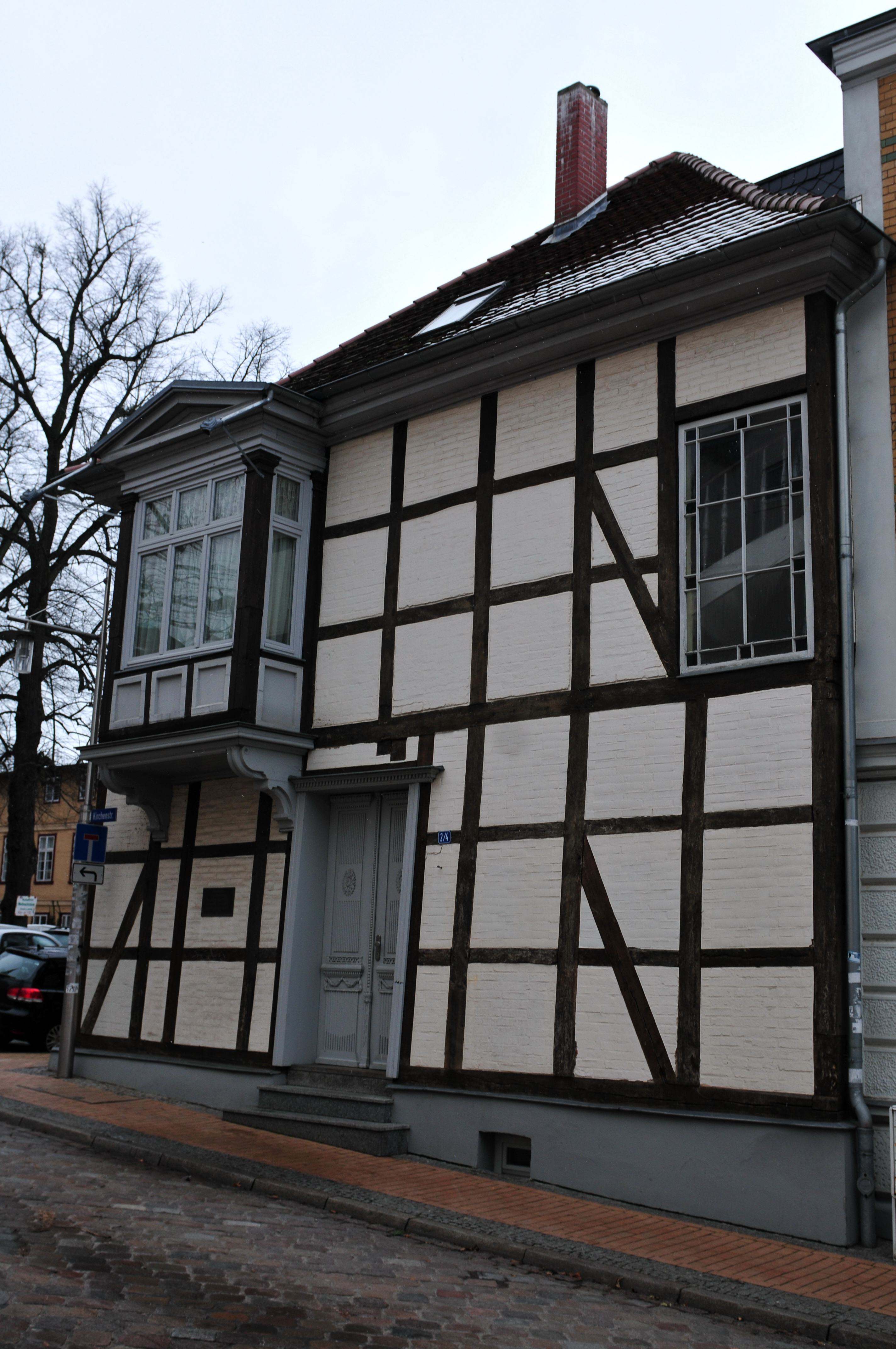
Nr. 2

Die Schelfstadt, ursprünglich die Schelfe, seit 1349 auch Neustadt, entwickelte sich seit dem 11. Jahrhundert als zunächst selbstständiger Ort. 1705 erhielt sie das Stadtrecht. An der ersten Stadtplanung war 1705 maßgeblich der Ingenieur-Capitain Jacob Reutz († 1710) beteiligt und u. a. die begradigte Wegeverbindung Richtung Schelfthor und Altstadt wurde in einer Declaration festgelegt. Ein späteres Baureglement schrieb die Traufständigkeit und die Höhe der Häuser vor.
Die Kirchenstraße ist eine der alten Straßen der Schelfe. Erst im 18. Jahrhundert entstand eine planmäßige Bebauung mit Fachwerkhäusern. In und nach der Gründerzeit wurden um 1890 bis 1910 in die Bebauung auch drei- und viergeschossige Häuser eingefügt.
Im Zweiten Weltkrieg gab es nur wenige Verluste an Gebäuden. Die Bauunterhaltung der Häuser wurde aber in den 1950er bis 1990er Jahren stark vernachlässigt; Teilbereichen drohte der flächenmäßige Abriss. Mit der politischen Wende konnte die Erneuerung des Stadtteils eingeleitet werden.
Im Rahmen der Städtebauförderung wurden 1991 große Teile der Schelfstadt Sanierungsgebiet, um 2000 ergänzt durch ein Erweiterungsgebiet; es erfolgte die Sanierung der Straße um nach 2005 mit klinkerbelegten Gehwegen und neuen Straßenleuchten; auch die Häuser konnten erhalten und saniert werden.
Verkehrlich wird die Straße durch die Buslinien 10 und 11 der Nahverkehr Schwerin GmbH (NVS) tangiert.

## Gebäude, Anlagen

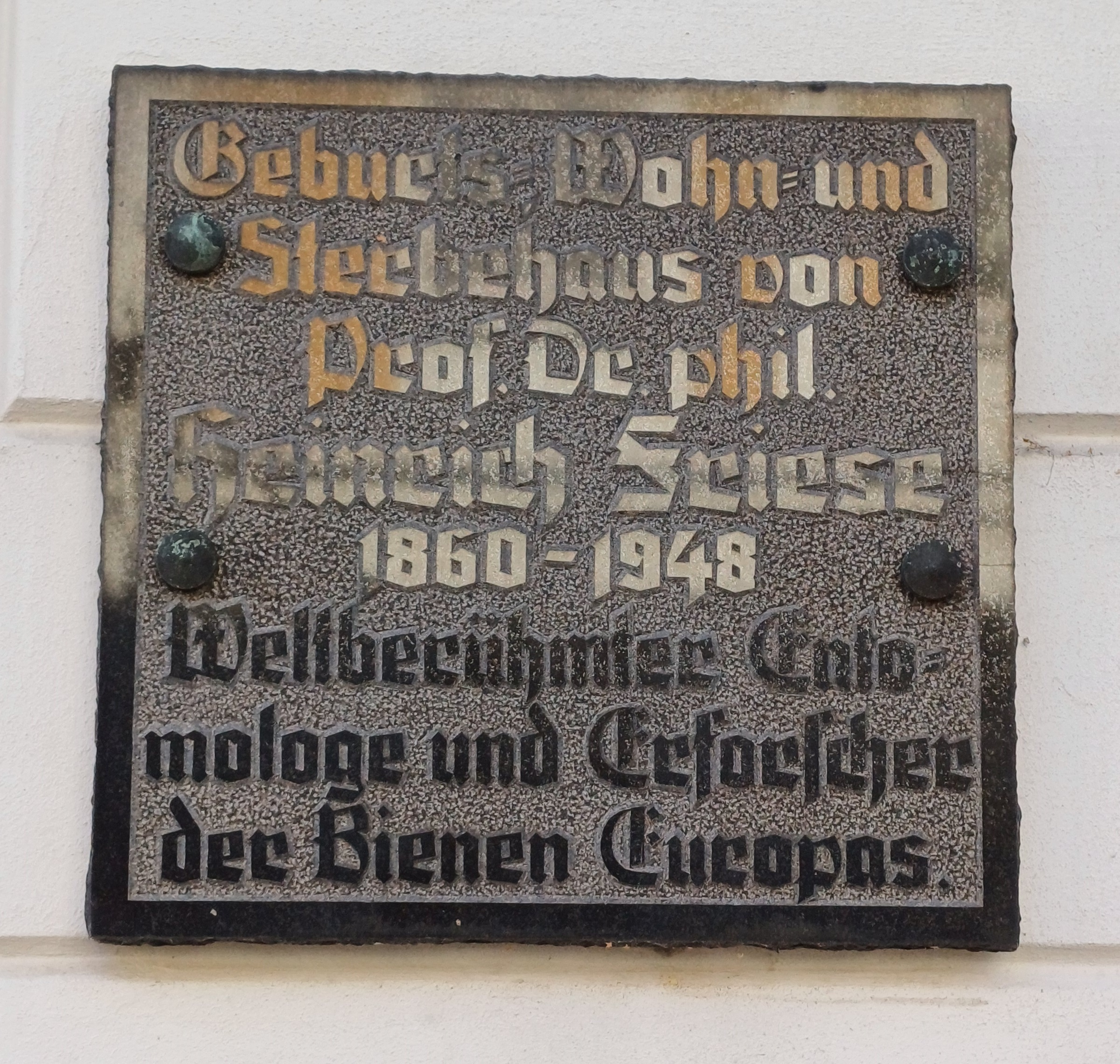
Gedenktafel für Heinrich Friese Nr. 1

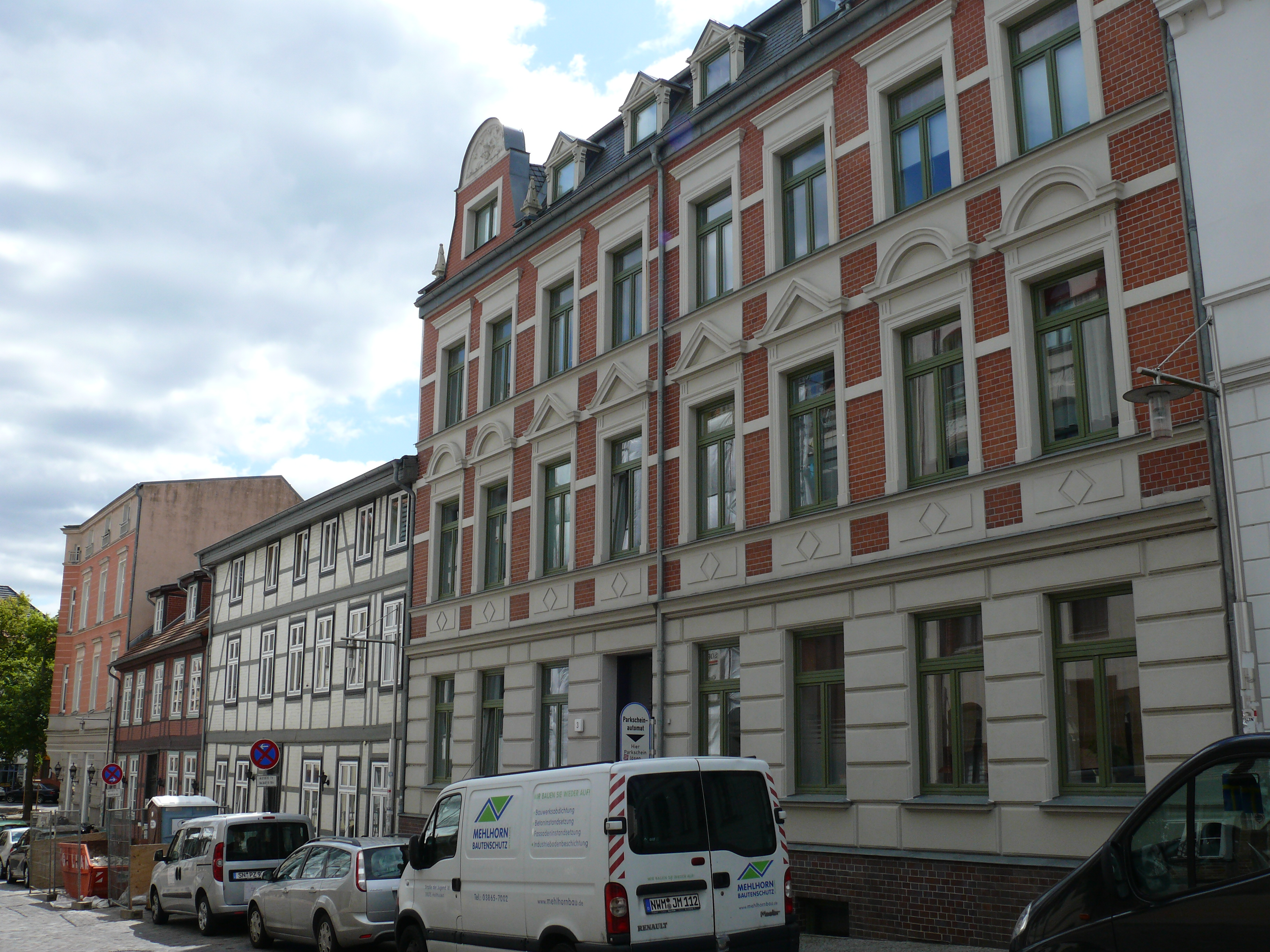
Südseite Nr. 3–7

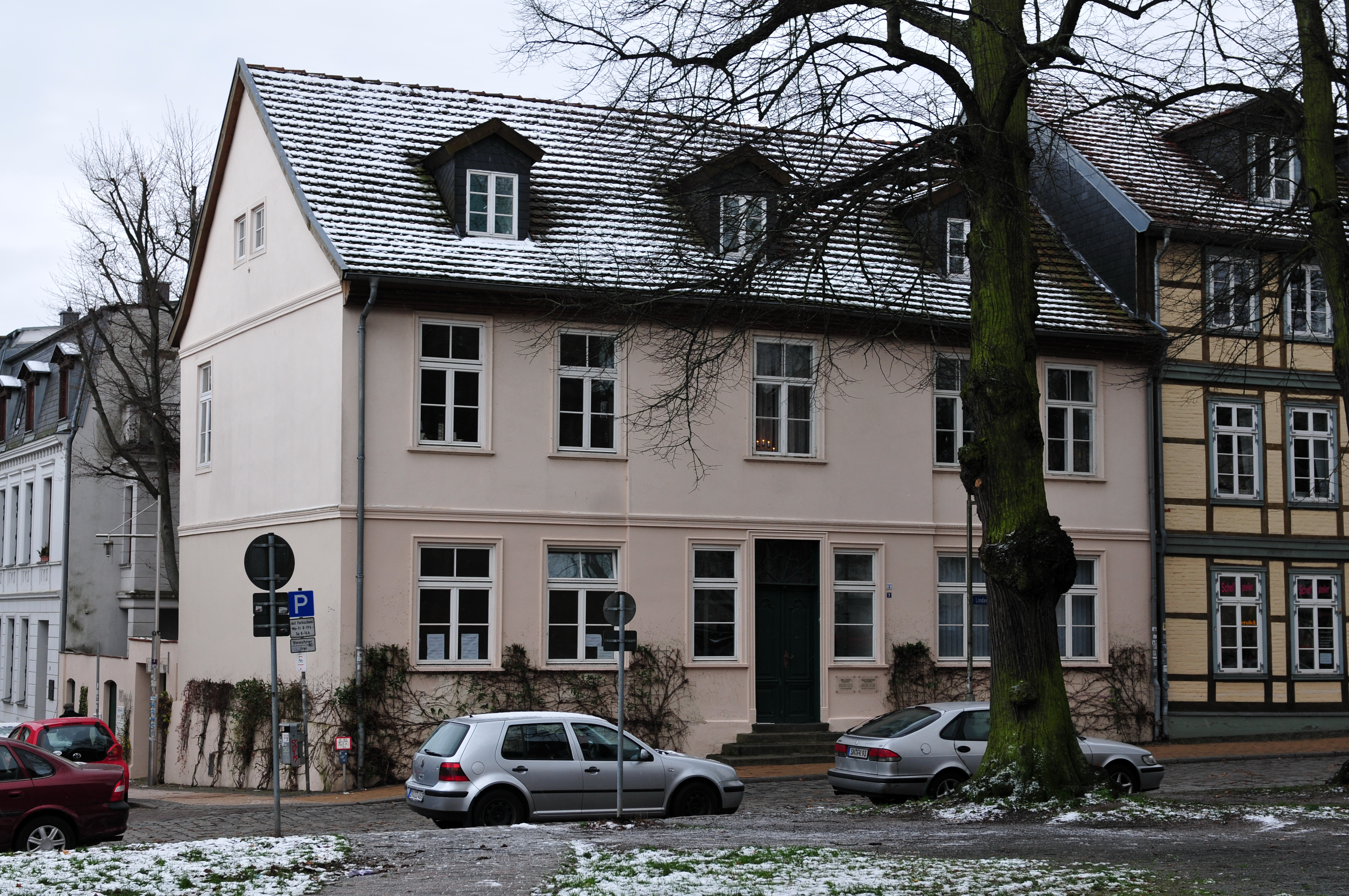
Lindenstraße Nr. 7

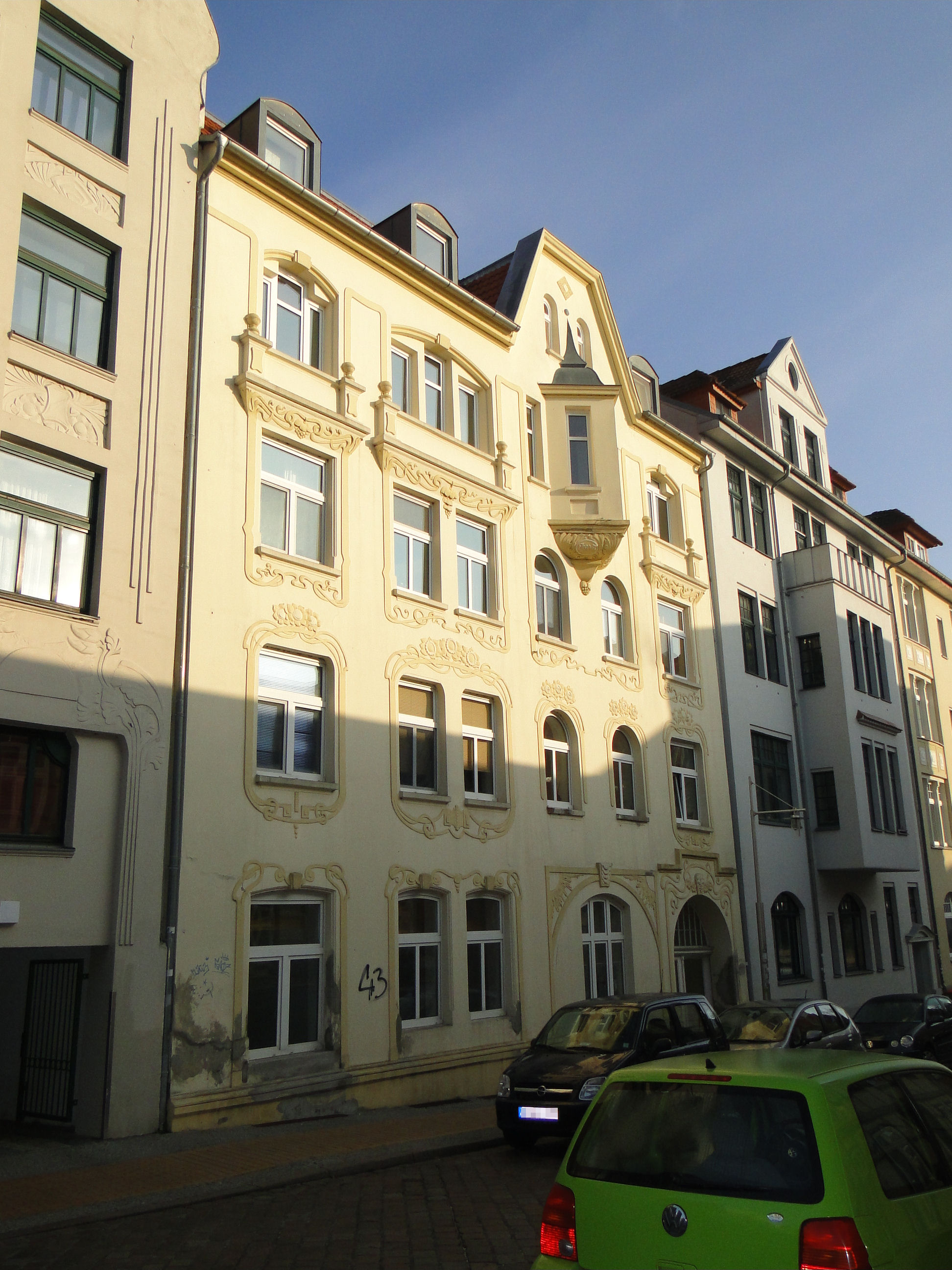
Nr. 10: Jugendstil

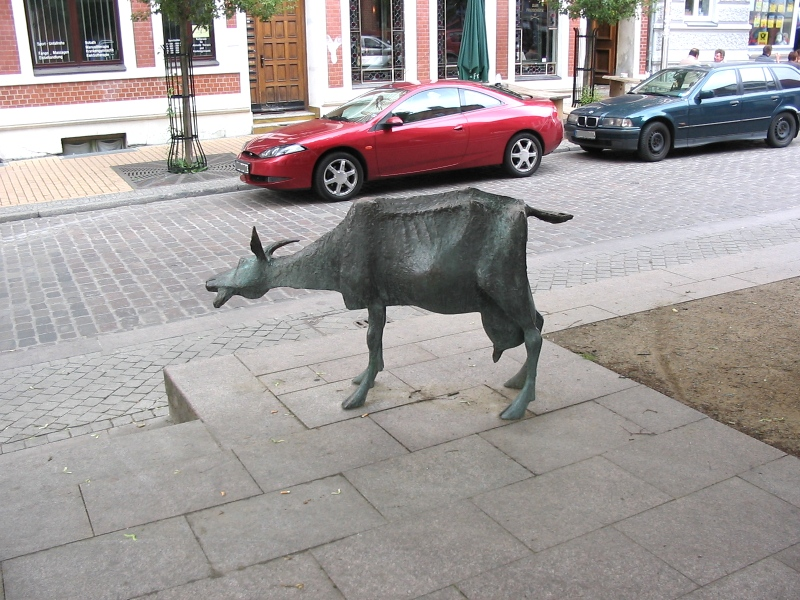
Ziegenmarkt

An der Straße stehen zumeist zwei- bis viergeschossige Gebäude. Die mit (D) gekennzeichneten Häuser stehen unter Denkmalschutz.
- Lindenstraße Nr. 7, Ecke Kirchenstraße: 2-gesch. verputztes Wohn- und Bürohaus (D) mit Kanzlei
- Nr. 1: 2-gesch. verputztes Wohn- und Bürohaus (D) mit Gedenktafel für den Biologen Heinrich Friese (1860–1948); hier kaufte der Orgelbauer Marcus Runge 1896 die Werkstatt des verstorbenen Friedrich Friese III
- Nr. 2: 2-gesch. verputztes Wohn- und Bürohaus (D) als Fachwerkgebäude mit Walmdach und Erker
- Nr. 3: 3-gesch. verklinkertes Wohnhaus im Stil der Gründerzeit von 1903 mit Mansarddach; zuvor 2-gesch. Fachwerkhaus. Saniert nach 2002, wobei der Laden im Erdgeschoss zur Wohnung umgebaut wurde.[3]
- Nr. 4: 3-gesch. verklinkertes Wohnhaus
- Nr. 5: 3-gesch. verputztes Wohnhaus mit Fachwerkfassade, Rückseite verklinkert
- Nr. 6: 1-gesch. verputztes ehem. Wohnhaus (D), Fachwerkbau mit prägendem Zwerchhaus, heute Büro
- Nr. 7: 2-gesch. Verklinkertes Wohn- und Bürohaus mit Flügelanbau (D), Fachwerkhaus
- Nr. 8: 4-gesch. Wohnhaus von um 1900 mit 6-gesch. seitl. Risalit
- Nr. 10: 4-gesch. Wohnhaus von um 1900 im Jugendstil mit 5-gesch. Zwerchhaus und Erker
- Nr. 12: 4-gesch. verputztes Wohnhaus von um 1900 mit Dachhaus
- Bergstraße Nr. 75, Ecke Kirchstraße: 4-gesch. verputztes Wohnhaus von um 1900 mit 5-gesch. Giebelelement
- Ziegenmarkt Nr. 2: 3-gesch. verputztes Wohn- und Geschäftshaus mit Staffelgeschoss (D)
- Ziegenmarkt Nr. 4: 2-gesch. Fachwerkgebäude der Landeskirchlichen Gemeinschaft (LKG) Schwerin (D) mit einem großen Dachhaus
- Ziegenmarkt Nr. 6: 3-gesch. Verputztes Wohnhaus (D)

### Denkmale, Gedenken
- Ziege aus Bronze auf dem Ziegenmarkt, 1981 von Stefan Thomas
- Nr. 1: Gedenktafel für den Biologen Heinrich Friese (1860–1948)